# Leucania fuscipennis
Leucania fuscipennis là một loài bướm đêm trong họ Noctuidae.